# Acanthomyops
Acanthomyops là một chi kiến thuộc họ Formicidae. Chi có các loài sau:
- Acanthomyops arizonicus (Wheeler, 1917)
- Acanthomyops bureni Wing, 1968
- Acanthomyops californicus (Wheeler, 1917)
- Acanthomyops claviger (Roger, 1862)
- Acanthomyops colei Wing, 1968
- Acanthomyops coloradensis (Wheeler, 1917)
- Acanthomyops creightoni Wing, 1968
- Acanthomyops interjectus (Mayr, 1866)
- Acanthomyops latipes (Walsh, 1863)
- Acanthomyops mexicanus (Wheeler, 1914)
- Acanthomyops murphyi (Forel, 1901)
- Acanthomyops occidentalis (Wheeler, 1909)
- Acanthomyops plumopilosus (Buren, 1941)
- Acanthomyops pogonogynus (Buren, 1950)
- Acanthomyops pubescens (Buren, 1942)
- Acanthomyops subglaber (Emery, 1893)